# Hermann Hering (Politiker, 1858)
Gustav Hermann Hering (* 16. April 1858 in Weida; † 26. August 1926 in Gera) war ein deutscher Weber und Politiker (NLP).

## Leben
Hermann Hering war der Sohn des Webermeisters August Friedrich Hering und dessen Ehefrau Auguste Emilie geborene Tischendorf. Hering, der evangelisch-lutherischer Konfession war, heiratete am 7. Februar 1897 in Gera Lina Winna Gläser verwitwete Funk (* 23. September 1867 in Heiligenaue bei Triptis; † 15. Dezember 1832 in Gera), die Tochter des Schlossers Christian Friedrich Gläser aus Gera und Witwe des Schlossers Hermann Rudolf Funk in Gera.
Hering war Weber in Weida. Später arbeitete er als Arbeitersekretär und Redakteur in Gera.
Vom 25. Januar 1914 bis zum 12. Februar 1919 war er Mitglied im Landtag Reuß jüngerer Linie. Vom 19. März 1919 bis zum 30. September 1922 gehörte er dem Gemeinderat der Stadt Gera an.